# マザーウェル
マザーウェル（英: Motherwell、スコットランド・ゲール語: Tobar na Màthar）は、スコットランドのノース・ラナークシャイアにある町（旧自由都市）。グラスゴーの南東に位置する。地誌学者ティモシー・ポントが1583年から1611年にかけ作製し、オランダで1652年に印刷されたラナークシャイアの地図にはModerweltの名で出ているが、当時はハムレット（村落）にも満たない入植地であった。1865年からウィショーと合併する1920年まで自治都市であった。
かつてはスコットランドの製鉄の中心地で、スチーロポリス (Steelopolis) との異名をとった。1871年にはデイビッド・コルビン・アンド・ソンス社がこの地に誕生し、ブリティッシュ・スチール社と合併する1967年まで本社が置かれた。同社が運営するレーブンスクレッグ・スチールワークスは給水塔や冷却塔、世界一の連続鋳造や熱間圧延設備を誇る工場を建設したが、1992年に閉鎖された。この件はスコットランドにおける大規模製鉄業の終焉を象徴したが、現在もタタ・スチール・ヨーロッパ（旧コーラス・グループ）が操業を続けている。
過去10年間、マザーウェルは高い失業率や重工業の崩壊による経済の衰退に向き合わねばならなかった。その施策としてコールセンターやストラスクライド・ビジネスパークなどのビジネスパークが整備された。大規模雇用主にはウィスキー醸造のウィリアム・グラント・アンド・ソンス社などがある。
単一自治体地域としてはスコットランドでも人口の多いノース・ラナークシャイア・カウンシルの本部とストラスクライド警察北部支所が置かれている（いずれもノース・ラナークシャイア全域を管轄している）。